# Belgica Secunda
Belgica Secunda (letterlijk: Tweede Belgica) was een Romeinse provincie, die in 297 was ontstaan doordat de provincie Gallia Belgica nog eens in tweeën werd gedeeld. Het andere deel was Belgica Prima; twee eerdere afsplitsingen in 89-90 n.Chr. hadden de namen Germania Inferior en Germania Superior. Belgica Secunda behoorde tot het diocees Gallia. 
Tijdens de Grote Volksverhuizing in de 5e eeuw verdween Belgica Secunda; het grondgebied ging op in het Frankische Rijk.

## Civitates en plaatsen
Belgica Secunda omvatte de volgende civitates :
- Civitas Remorum, hoofdstad Durocortorum, nu Reims (Riemen)
  - waarvan later werd afgesplitst de Civitas Catalaunorum, hoofdstad Catalaunum, nu Châlons-en-Champagne (in deze streek vond in 451 de Slag op de Catalaunische Velden plaats)
- Civitas Silvanectum, hoofdstad Augustomagus, nu Senlis
- Civitas Suessionum, hoofdstad Augusta Suessionum, nu Soissons
- Civitas Ambianorum of Ambianensium, hoofdstad Samarobriva, nu Amiens
- Civitas Viromanduorum of Veromanduorum, hoofdstad Augusta Viromanduorum, nu Saint-Quentin (Sint-Kwintens), later Vermand
- Civitas Atrebatium, hoofdstad Nemetacum, nu Arras (Atrecht)
- Civitas Bellovacorum, hoofdstad Caesaromagus, nu Beauvais
- Civitas Nerviorum, hoofdstad Bagacum, nu Bavay (Bavik/Beuken); 
  - hoofdstad later verplaatst naar de Civitas Camaracensium, hoofdstad Camaracum, nu Cambrai (Kamerijk)
  - waarvan later onder de Franken werd afgesplitst de Civitas Mempiscum hoofdstad Turnacum, nu Doornik
- Civitas Morinorum, hoofdstad Tarvenna, nu Thérouanne (Terwaan)
  - waarvan later werd afgesplitst de Civitas Bononensium, hoofdstad Gesoriacum of Bononia, nu Boulogne-sur-Mer (Bonen).

Alle genoemde steden uitgezonderd Doornik liggen nu in Frankrijk.